# 塞浦路斯駐華大使館
塞浦路斯驻华大使馆（希臘語：Πρεσβεία της Κύπρου στην Κίνα），是塞浦路斯共和国在中华人民共和国的最高外交代表机构。馆址位于中国北京市朝阳区塔园外交人员办公楼2-13-2。同時兼任塞浦路斯驻朝鮮民主主義人民共和国和蒙古国的大使馆。

## 历史
1971年12月14日，塞浦路斯政府与中华人民共和国建交。1981年，塞浦路斯驻华大使馆在北京正式开馆并开始派遣大使。从1989年至2020年，该大使馆也兼辖塞浦路斯在日本的利益。